# Fedora Barbieri
Pour les articles homonymes, voir Barbieri.
Fedora Barbieri (Trieste, le 4 juin 1920 - Florence, le 4 mars 2003) était une contralto et mezzo-soprano italienne, l'une des grandes carrières lyriques italiennes de l'après-guerre (1939-45).

## Biographie
Fedora Barbieri étudie dans sa ville natale avec Federico Bugamelli et Luigi Toffolo, puis à Milan avec Giulia Tess. Elle débute à Florence en 1940, en Fidalma dans Il matrimonio segreto de Domenico Cimarosa, puis l'année suivante à Rome, dans Il ritorno d'Ulisse in patria de Monteverdi, et à La Scala de Milan en 1943, en Meg Page dans Falstaff.
Pendant la Seconde Guerre mondiale, elle se produit en Allemagne, en Belgique et aux Pays-Bas, et une fois la guerre finie, entame une carrière internationale, paraissant sur toutes les grandes scènes lyriques (Londres, Paris, Vienne, Salzbourg, Barcelone, Lisbonne, New York, Chicago, San Francisco, Buenos Aires, etc), où elle brille dans le répertoire italien, notamment les rôles de Leonora, Azucena, Eboli, Amneris, Laura, Mistress Quickly, Princesse de Bouillon, mais aussi Orfeo, Carmen, etc.
La Barbieri possédait une voix sombre et puissante et une imposante présence scénique, elle jouit d'une longue carrière, se tournant peu à peu vers les rôles de soutien tels Giovanna, Mamma Lucia, La Madelon, etc., chantant jusque dans les années 1990.
Elle est inhumée au Cimitero Cattolico di Sant’Anna à Trieste.

## Sources
- Pâris, Alain, 1947-, Dictionnaire des interprètes et de l'interprétation musicale au XXe siècle, R. Laffont, 1989 (ISBN 2-221-06660-X et 978-2-221-06660-7, OCLC 319830089, lire en ligne)
- Theodore Baker et Alain Pâris (trad. Marie-Stella Pâris), Dictionnaire biographique des musiciens, R. Laffont, 1995 (ISBN 2-221-90103-7, 978-2-221-90103-8 et 2-221-06510-7, OCLC 896013421, lire en ligne)